# Max Gumpel
Leonard Max Gumpel (ur. 23 kwietnia 1890 w Sztokholmie, zm. 3 sierpnia 1965 tamże) – szwedzki pływak i piłkarz wodny, dwukrotny medalista olimpijski.

## Kariera sportowa
Wystąpił w pływaniu na igrzyskach olimpijskich w 1908 w Londynie, gdzie odpadł w eliminacjach 200 m stylem klasycznym.
Startując w turnieju piłki wodnej zdobył srebrny medal na igrzyskach olimpijskich w 1912 w Sztokholmie i brązowy medal na igrzyskach olimpijskich w 1920 w Antwerpii.

## Życie prywatne
Był właścicielem firm budowlanych. Posiadał jacht La Liberté zaprojektowany w 1934 przez Erika Salandera. W 1922 miał romans z Gretą Garbo, z którą utrzymywał kontakt do swojej śmierci.